# Рогвиль (Берн)
Рогвиль (нем. Roggwil BE) — коммуна в Швейцарии, в кантоне Берн.
Входит в состав округа Аарванген. Население составляет 3739 человек (на 31 декабря 2006 года). Официальный код — 0337.